# Lisa Menet-Haure
Lisa Menet-Haure, née le 16 mai 1994, est une joueuse française de volley-ball. Elle mesure 1,68 m et joue libero.

## Clubs
| Club                             | De        | À         |
| -------------------------------- | --------- | --------- |
| Nantes Volley Féminin            | 2012-2013 | 2012-2013 |
| Stade français Paris Saint-Cloud | 2013-2014 | 2016-2017 |
| Clamart Volley-Ball              | 2017-2018 | 2019-2020 |
| Vandœuvre Nancy Volley-Ball      | 2020-2021 | 2020-2021 |
| Bordeaux-Mérignac                | 2021-2022 | ...       |

## Palmarès
Néant

### Distinctions individuelles
- Révélation du championnat de France 2012-2013